# Steeleville
Steeleville és una població dels Estats Units a l'estat d'Illinois. Segons el cens del 2000 tenia 2.077 habitants.

## Demografia
Segons el cens del 2000, Steeleville tenia 2.077 habitants, 905 habitatges, i 581 famílies. La densitat de població era de 616,9 habitants/km².
Dels 905 habitatges en un 27,6% hi vivien nens de menys de 18 anys, en un 52,4% hi vivien parelles casades, en un 8,5% dones solteres, i en un 35,7% no eren unitats familiars. En el 31,9% dels habitatges hi vivien persones soles el 18,8% de les quals corresponia a persones de 65 anys o més que vivien soles. El nombre mitjà de persones vivint en cada habitatge era de 2,3 i el nombre mitjà de persones que vivien en cada família era de 2,89.
Per edats la població es repartia de la següent manera: un 23,1% tenia menys de 18 anys, un 6,7% entre 18 i 24, un 27,3% entre 25 i 44, un 22,6% de 45 a 60 i un 20,3% 65 anys o més.
L'edat mediana era de 40 anys. Per cada 100 dones de 18 o més anys hi havia 85,6 homes.
La renda mediana per habitatge era de 34.679 $ i la renda mediana per família de 45.909 $. Els homes tenien una renda mediana de 36.094 $ mentre que les dones 25.000 $. La renda per capita de la població era de 19.124 $. Aproximadament el 5,7% de les famílies i el 7,9% de la població estaven per davall del llindar de pobresa.

## Poblacions més properes
El següent diagrama mostra les poblacions més properes.